# Ostelbien
Als Ostelbien wurden in der Zeit vor dem Zweiten Weltkrieg die Gebiete östlich der Elbe bezeichnet, bis hin nach Ostpreußen. Es handelte sich um flaches Land, das großflächige Gutswirtschaft ermöglichte und auf dem auch nach dem Beginn der industriellen Revolution in Deutschland die Landwirtschaft ein stark dominierender Wirtschaftszweig war. Meist waren die Gutsbesitzer Adlige, protestantisch und politisch konservativ.
Die Gebietsbezeichnung wurde von Max Weber um das Jahr 1892 erneuert und wurde im englischsprachigen Raum vom Populärhistoriker James Hawes 2017 wiederaufgegriffen.

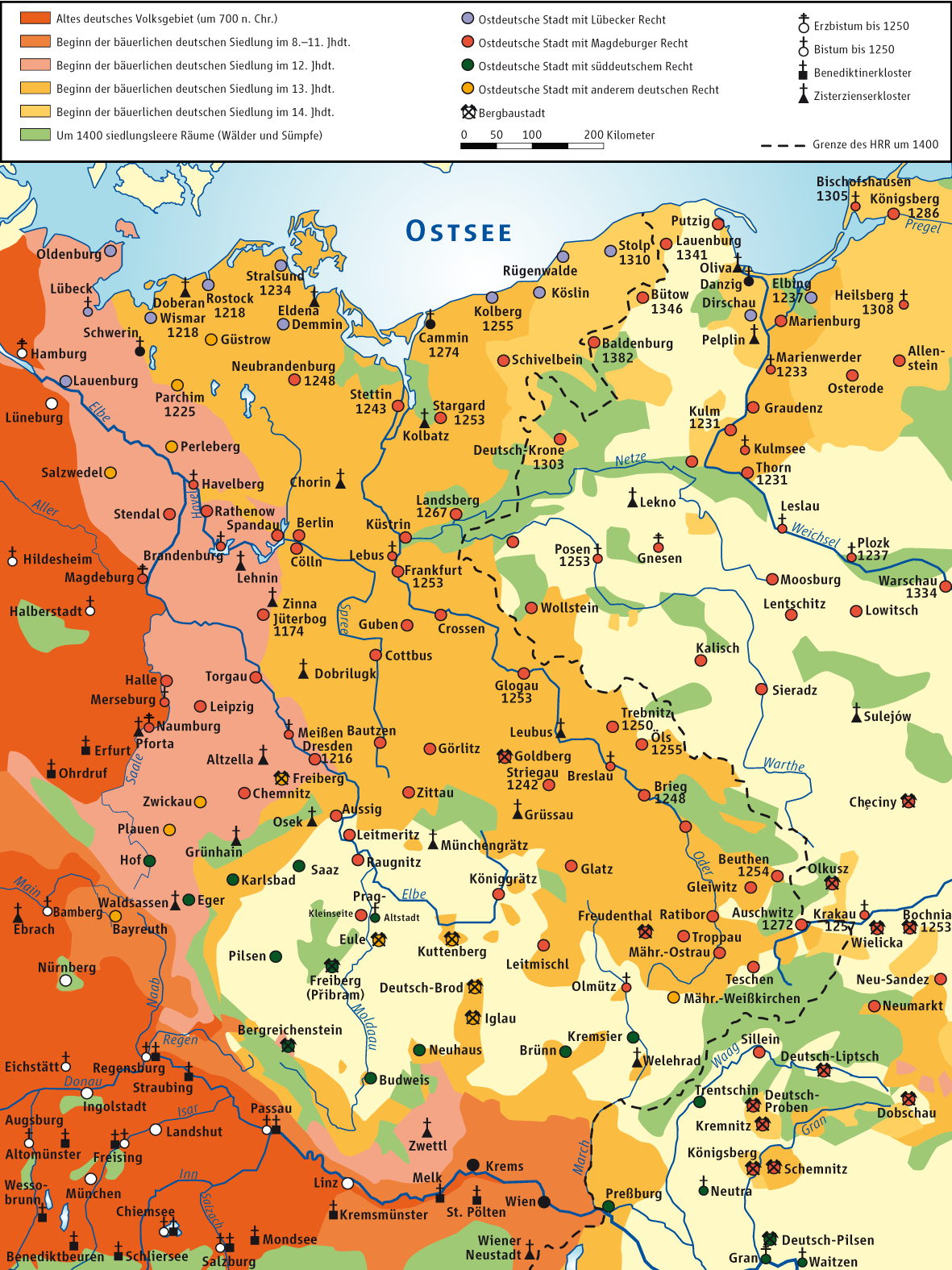
Deutsche Ostsiedlung im Heiligen Römischen Reich nach dem Ostforscher Walter Kuhn

## Geografie
Die Bezeichnung Ostelbien hatte keine streng geografisch bestimmte Bedeutung, sondern war mehr als kritische Bezeichnung und Kennzeichnung der politisch-gesellschaftlichen Gegebenheiten einer größeren Region gemeint. Diese Gegebenheiten fanden sich beispielsweise auch in der westlich der Elbe gelegenen Altmark. Ostelbien umfasste die Regionen östlich der Elbe, die schon vor dem 8. Jahrhundert auch slawisch besiedelt waren und deren Bewohner ab etwa 1150 vor allem durch Übernahme der deutschen Sprache assimiliert wurden (Germania Slavica). Die Elbe galt zu dieser Zeit als Grenzfluss gegenüber den überwiegend auf der Elbostseite gelegenen slawischen Siedlungen. Mit der durch Karl den Großen einhergehenden christlichen Missionierung in den Norden und Nordosten Deutschlands, ergaben sich diverse Konflikte, die ab ca. 1147, im von West nach Ost orientierten Wendenkreuzzug kulminierten. Dieser Kreuzzug war ein Teilunternehmen des II. Kreuzzuges. Nicht nur der Religionskonfession wegen ergaben sich überregionale Streitigkeiten mit Dänen, mit Ranen und auch dem Haus der Greifen zur Tributpflichtigkeit.
Als zentralen Ort des historischen Ostelbiens kann man Havelberg ansehen, das durch seine zentrale Lage an Elbe und Havel nicht nur ein historisches Handelszentrum an den Wasserwegen gewesen sein dürfte, sondern durch Kaiser Otto I. infolge der Gründung des Bistums Havelberg auch zum Bischofssitz wurde.
Zu Ostelbien gehörten die Länder Mecklenburg-Schwerin, Mecklenburg-Strelitz und Teile Anhalts sowie die preußischen Gebiete Mark Brandenburg, die zur Provinz Sachsen gehörenden Landstriche Altmark, Jerichower Land und die Gebiete zwischen Elster und Elbe im Osten, Pommern, Posen, Westpreußen bzw. die Grenzmark Posen-Westpreußen, Schlesien und Ostpreußen, teilweise auch Schleswig-Holstein.

## Politische und kulturelle Prägung
Historisch gesehen ergab sich für das ungefähre Gebiet Ostelbiens die seit Gero (Markgraf der Sächsischen Ostmark) unter Historikern strittige These / Hypothese, ob und ggf. welche päpstlichen Vollmachten dieser Markgraf für gemeinte Gebiete Ostelbiens, bzw. besagte Sächsische Ostmark überhaupt hatte. Gebiete also, die sich damals außerhalb des Heiligen Römischen Reiches (HRR) und damit auch außerhalb der zivilen Macht jeweiliger Kaiser des HRR befanden.
Gemeinsam war bis 1945 den „ostelbisch“ genannten Landstrichen die Prägung durch Landwirtschaft, Großgrundbesitz, die ganz überwiegend protestantische Konfession und der politische Konservativismus in der Bevölkerung. Berlin und auch die Hansestädte an der Ostsee sowie die früh industrialisierten Teile Schlesiens wurden wegen ihrer Urbanität nicht zum „eigentlichen“ Ostelbien gezählt. Die Bezeichnung „Ostelbien“ verweist auch auf die deutsche Ostsiedlung (Germania Slavica). Vor allem die Gebiete, die erst seit den drei polnischen Teilungen zu Preußen/Deutschland gehörten, zählen im engeren Sinne nicht zu Ostelbien, weil ihnen das Kennzeichen der sprachlichen Assimilierung fehlte. In ihnen bildeten ethnische Polen auch in der Zeit der preußisch(-deutsch)en Herrschaft die Bevölkerungsmehrheit. Die ethnische Komponente zwischen Herrscher und Beherrschten schuf im 19. Jahrhundert eine wesentliche Voraussetzung für die völkisch-nationalistische Abwertung von Slawen, vor allem Polen, die in der Zeit des Nationalsozialismus als „Untermenschen“ galten.
Die Großgrundbesitzer dieser Gegend trugen die umgangssprachliche Bezeichnung Ostelbier oder Junker und spielten im alltäglichen Leben eine bestimmende Rolle. Das Dreiklassenwahlrecht verlieh ihnen in Preußen die Rolle einer politischen Führungskraft, die weite Teile der gesamtdeutschen Politik mitbestimmte. So gab es in den mehr als 10.000 Gutsbezirken, die einen bedeutenden Teil der Fläche Ostelbiens ausmachten und bis Ende der 1920er Jahre bestanden, keine kommunalen Interessenvertretungen wie in den übrigen Gemeinden. Der Begriff „ostelbische Junker“ bezeichnete eine bestimmte Gesellschaftsschicht der adligen Grundbesitzer und wurde oft im Sinne von „reaktionär“ verwendet.

## Geschichte der Gebietsbezeichnung
Die Bezeichnung „Ostelbien“ als Sammelbegriff für die Gebiete östlich der Elbe reicht historisch bis in die Zeit Karls des Großen zurück, als diese Region noch fast ausschließlich von Slawen bewohnt war. Nicht maßgeblich für die Wortwahl war bis zum frühen 19. Jahrhundert, als in der Geschichtswissenschaft der Begriff der Sächsischen Ostmark aufkam, ob bzw. ab wann ein Gebiet zum Heiligen Römischen Reich gehörte. Betreffs sogenannter Heidengebiete kommt man an der im 19. Jahrhundert durch die römisch-katholische Kirche geprägten Konfessionsfrage nicht vorbei – dies insbesondere im Nordosten Deutschlands nicht.

## Das Verschwinden „Ostelbiens“
Es gibt verschiedene Gründe für das Verschwinden der Strukturen, die bis 1945 „Ostelbien“ von den südwestlich der Elbe gelegenen Teilen Deutschlands getrennt haben:
1. Die Umgestaltung der Sowjetischen Besatzungszone (SBZ) und später der DDR im Sinne des Realsozialismus: Ab 1946 wurde in der SBZ unter der Parole: „Junkerland in Bauernhand!“ eine Bodenreform durchgeführt, durch die Großgrundbesitzer ihr Eigentum verloren. Zugleich verloren sie als sogenannte „Klassenfeinde“ jeden politischen Einfluss. An die Stelle von landwirtschaftlichen Gütern traten nach einer Phase der Bewirtschaftung von Flächen durch Kleinbauern vor allem Landwirtschaftliche Produktionsgenossenschaften. In der Zeit der DDR verlor, wie in allen modernen Industriestaaten, der Landwirtschaftssektor zunehmend an Bedeutung und zwar auch dadurch, dass „ostelbisch“ geprägte Regionen gezielt „nachindustrialisiert“ wurden, was auch wegen der Trennung von den westlich gelegenen Industriestandorten erforderlich war. Die evangelische Kirche verlor ihre bestimmende Rolle durch eine kirchenfeindliche Politik der SED und eine zunehmende Säkularisierung, die bis heute andauert.
2. Die Errichtung der Oder-Neiße-Grenze 1945: Die durchweg preußischen Ostgebiete des Deutschen Reiches, die östlich dieser Grenze lagen, kamen 1945 unter die Verwaltung der Volksrepublik Polen bzw. der Sowjetunion als Resultat des Zweiten Weltkrieges. Die alliierten Siegermächte hatten im Ausgang des Zweiten Weltkrieges auch für das historische Gebiet „Ostelbiens“ Gesetzgebungsmacht und beschlossen Kontrollratsgesetze. Am 25. Februar 1947 wurde zum Beispiel das Kontrollratsgesetz Nr. 46 zur Auflösung des Staates Preußen beschlossen. Nahezu die gesamte deutsche Bevölkerung jenseits der Oder-Neiße-Grenze wurde mitsamt der „Junker“ vertrieben und durch Polen bzw. Bürger der Sowjetunion ersetzt. Die Verringerung Ostelbiens um rund 70 Prozent minderte erheblich seine gesellschaftlich-politische Bedeutung in Deutschland.
3. In Schleswig-Holstein mit ohnehin relativ schwach ausgeprägtem Großgrundbesitz, das zur westlichen Trizone gehörte, gab es keine gesteuerten gezielten Enteignungs- oder Entmachtungsmaßnahmen. Hier sind aufgrund beschleunigter Modernisierung und Demokratisierung diejenigen Gutsbesitzer, die dem Konkurrenzdruck gewachsen blieben, Eigentümer von Unternehmen geworden, die im Prinzip den Gesetzen der Marktwirtschaft unterworfen sind, wozu auch gehört, dass Arbeitnehmer nicht mehr „nach Gutsherrenart“ behandelt werden können. Auch ist ihr politischer Einfluss deutlich zurückgegangen.
4. Heute befinden sich (neben Schleswig-Holstein, das zu den Gründungsländern der Bundesrepublik Deutschland gehört) von dem Teil des ehemaligen Ostelbiens, der bis 1990 zur DDR gehörte, noch das Land Brandenburg, Mecklenburg-Vorpommern, die zu Sachsen-Anhalt gehörende Altmark, der östlich der Elbe gelegene Teil Sachsen-Anhalts und Teile der früher niederschlesischen, mittlerweile aber zum Freistaat Sachsen gehörenden Landkreise Görlitz und Bautzen auf dem Gebiet der Bundesrepublik Deutschland. Heute wird die Gebietsbezeichnung Ostelbien fast nur noch für historische Sachverhalte benutzt.
5. Die abschließende Regelung hinsichtlich der Oder-Neiße-Grenze (als deutsche Ostgrenze nach dem Zweiten Weltkrieg) wurde im sogenannten Zwei-plus-Vier-Vertrag beschlossen und trat am 15. März 1991 völkerrechtskonform in Kraft.